# Jean-Georges Ier d'Anhalt-Dessau
Pour les articles homonymes, voir Jean-Georges Ier.
Jean-Georges Ier (9 mai 1567, Harzgerode – 24 mai 1618, Dessau) est prince d'Anhalt de 1586 à 1603, puis prince d'Anhalt-Dessau jusqu'à sa mort.
Il est l'aîné des fils du prince Joachim-Ernest d'Anhalt. Lorsque son père meurt, en 1586, ses sept fils lui succèdent conjointement. Jean-Georges étant l'aîné, il agit comme régent au nom de ses frères. Ce règne commun dure jusqu'en 1603, lorsque les cinq fils survivants se partagent l'Anhalt. Jean-Georges obtient l'Anhalt-Dessau, sur lequel il règne jusqu'à sa mort en 1618.

## Descendance
Le 22 février 1588, Jean-Georges épouse à Hedersleben Dorothée de Mansfeld-Arnstein (née le 23 mars 1561- décède le 23 février 1594 à Dessau), fille du comte Jean-Albert VI de Mansfeld-Arnstein. Ils ont cinq enfants :
- Sophie-Élisabeth (1589-1622), épouse en 1614 le duc Georges-Rodolphe de Liegnitz ;
- Anne-Madeleine (1590-1626), épouse en 1617 le prince Othon de Hesse-Cassel ;
- Anne-Marie (1591-1637) ;
- Joachim-Ernest (1592-1615) ;
- Christian (1594-1594).

Veuf, Jean-Georges se remarie le 21 février 1595 à Heidelberg avec Dorothée de Palatinat-Simmern (1581-1631), fille de Jean-Casimir de Palatinat-Simmern. Ils ont onze enfants :
- Jean-Casimir (1596-1660), prince d'Anhalt-Dessau ;
- Anne-Élisabeth (1598-1660), épouse en 1617 le comte Guillaume-Henri de Bentheim-Steinfurt (de) ;
- Frédéric-Maurice (1600-1610) ;
- Éléonore-Dorothée d'Anhalt-Dessau (1602-1664), épouse en 1625 le duc Guillaume de Saxe-Weimar ;
- Sibylle-Christine d'Anhalt-Dessau (1603-1686), épouse en 1627 le comte Philippe-Maurice de Hanau-Münzenberg, puis en 1647 le comte Frédéric-Casimir de Hanau-Lichtenberg ;
- Henri-Valdemar (1604-1606) ;
- Georges-Aribert d'Anhalt-Dessau (1606-1643) ;
- Cunégonde-Julienne (1608-1683), épouse en 1642 le landgrave Hermann de Hesse-Rotenbourg ;
- Suzanne-Marguerite d'Anhalt-Dessau (1610-1663), épouse en 1651 le comte Jean-Philippe de Hanau-Lichtenberg ;
- Jeanne-Dorothée (1612-1695), épouse en 1636 le comte Maurice de Bentheim-Tecklembourg ;
- Ève-Catherine (1613-1679).